# Fundacja dobrowska

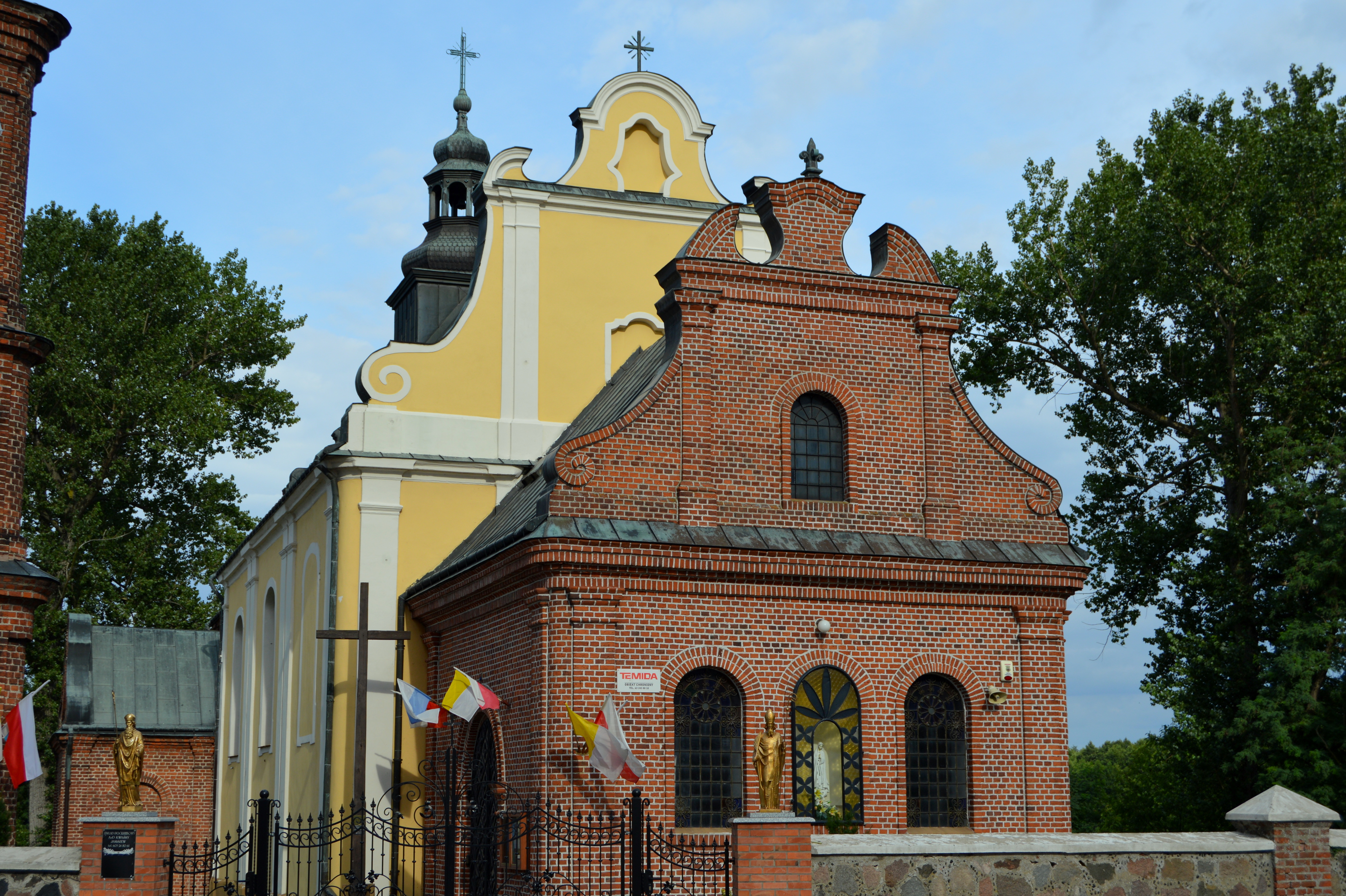
Kościół w Dobrowie

Fundacja dobrowska, zwana także Dobrowszczyzną – anonimowe lub nieudokumentowane nadanie części prywatnych dóbr ziemskich w Wielkopolsce na rzecz zakonu cystersów i jego misji ewangelizacyjnej wśród pogańskich Prusów. Nazwa fundacji pochodzi od wsi Dobrów w województwie wielkopolskim, powiecie kolskim, gminie Kościelec w pobliżu ujścia Neru do Warty. Zespół dóbr obejmował obok Dobrowa także kilka innych wsi: Leszno, Rzuchów, Szadów i Kwiatków.
Fundację najczęściej wiąże się z postacią domniemanego arcybiskupa gnieźnieńskiego, błogosławionego Bogumiła, identyfikowanego często w literaturze z arcybiskupem Piotrem. Zdaniem części badaczy ten arcybiskup miał pochodzić z rycerskiego rodu Leszczyców, być dobroczyńcą zakonu cystersów i zasiadać na stolicy gnieźnieńskiej w latach 1187–1199, a następnie wybudować w Dobrowie erem, gdzie rzekomo zamieszkiwał przez pięć lat jako pustelnik. Inni badacze przesuwali działalność Bogumiła na XI wiek i nie wiązali go z fundacją dobrowską. W najnowszych opracowaniach przeważa opinia akceptująca jego związek z tą fundacją i przyjmująca, że zasiadał na stolicy gnieźnieńskiej w latach osiemdziesiątych XII wieku, ale jest osobą różną od arcybiskupa Piotra.

## Rys historyczny
Wiek XI i XII to okres panowania na ziemiach polskich dynastii Piastów. Był to okres rodzenia się i umacniania zarówno państwowości, jak i chrześcijaństwa. Temu drugiemu miało służyć sprowadzanie do Polski coraz liczniejszych zakonników z zachodu Europy. Bez nich – zarówno w rozumieniu władz świeckich, jak i kościelnych – proces cywilizowania i chrystianizacji ziem polskich z pewnością przebiegałby znacznie wolniej. Mnisi przynosili bowiem z sobą szeroko pojętą wiedzę w zakresie piśmiennictwa, budownictwa, uprawy roli, wielorakich rzemiosł, a przede wszystkim zarządzania. Ich działalność legła u podstaw struktury państw piastowskich okresu rozbicia dzielnicowego.
Od połowy XII wieku powstawały na ziemiach polskich (szczególnie w Wielkopolsce, na Pomorzu i zachodniej Małopolsce oraz na Śląsku) liczne klasztory cystersów: Łekno (1153), Lubiąż (1163), Kołbacz (1173), Ląd (1173), Sulejów (1176), Wąchock (1179), Koprzywnica (1185), Oliwa (1186), Mogiła (1222) Henryków (1227), i inne, a nieco później nieliczne konwenty cysterek (Trzebnica (1203), Ołobok (1211) i Owińska (1250)). Skład konwentów był w ogromnej większości cudzoziemski. Cystersi małopolscy wywodzili się z Morimond w Burgundii (obecnie w Szampanii) i do późnego średniowiecza przeważali tu Francuzi i Włosi. W konwentach w pozostałych dzielnicach najwięcej było Niemców – do wielkopolskiego Łekna, Lądu, czy Obry (1240) (filie podkolońskiego opactwa cystersów w Altenbergu) przyjmowani byli wyłącznie mieszczanie kolońscy – co dawało niejednokrotnie późniejszym badaczom powód do wyolbrzymiania udziału klasztorów cysterskich w germanizacji polskiego pogranicza nadodrzańskiego.
Klasztory stanowiły element feudalizacji życia politycznego na ziemiach polskich, przy czym znaczenie konwentów rosło w oparciu o coraz większe nadania ziemskie. Opactwa i eremy benedyktyńskie, istniejące tu w XI wieku, w następnym stuleciu zaczęły ustępować zakonom, które (jak cystersi) łączyły pracę duszpasterską z działalnością gospodarczą i potrafiły wykorzystać nadania dla budowy coraz większych założeń ziemskich, a tym samym rozbudowy infrastruktury kościelnej służącej – w konsekwencji – tak Kościołowi jak i świeckim instytucjom państwowym.
Wraz z umocnieniem się chrześcijaństwa na ziemiach polskich pojawił się problem ewangelizacji ludów pogańskich zamieszkujących ziemie na wschód i północny wschód od Polski, a mianowicie Litwinów, Jaćwingów i Prusów. Z jednej strony chodziło o ekspansję terytorialną i obronę własnych ziem, będących celem łupieżczych wypraw sąsiadów, co leżało w gestii lokalnych władców (jak np. książąt mazowieckich), z drugiej zaś o szerzenie chrystianizmu, co leżało w gestii biskupów przygranicznych diecezji. W związku z tym jednak, że biskupi diecezjalni nie posiadali instrumentów (w postaci odpowiednio przygotowanych misjonarzy), obowiązek ewangelizacji „pogan” zrzucono na klasztory, biskupów i kaznodziejów wędrownych (między innymi Wojciecha z Pragi, Idziego z Tuskulum i Bernarda Hiszpana) zajmujących się szerzeniem wiary wśród innowierców.

## Dzieje fundacji
Nie zachowały się żadne dokumenty bezpośrednio związane z pierwotnym nadaniem, stąd wiedzę o nim czerpiemy ze wzmianek w późniejszych dokumentach. W wystawionym 29 czerwca 1232 roku przez księcia Władysława Odonica przywileju na rzecz opata sulejowskiego Bogufała (Boguchwała), znajduje się zeznanie biskupa pruskiego Chrystiana potwierdzającego, że kościół w Dobrowie wraz z całym uposażeniem (należały do niego Leszno, Rzuchów, Szadów i Kwiatków ze świątnikami, rybitwami, a ponadto dziesięciny z tych i dalszych czternastu wsi), dla rozporządzenia wedle woli kapituły generalnej zakonu cystersów, zapisał arcybiskup Bogumił.

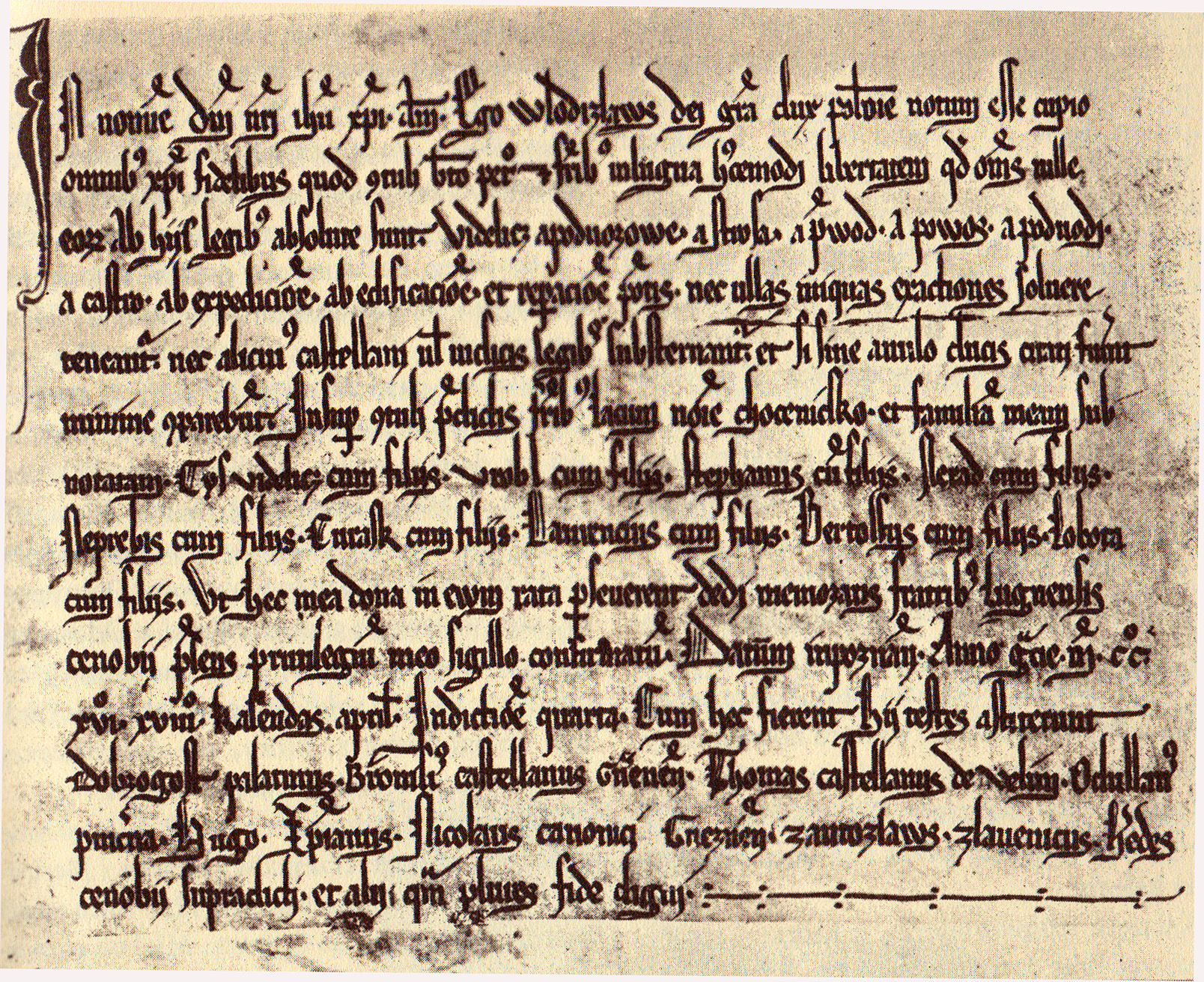
Dokument Władysława Odonica dla cystersów z Sulejowa z roku 1232

W omawianym dokumencie biskup Chrystian, w obecności księcia Władysława, arcybiskupa Pełki i dziewięciu świadków, przekazał ww. fundację w ręce opata cystersów z Sulejowa, w dalszym ciągu z zastrzeżeniem nadrzędności kapituły generalnej, z mocą prawną po własnej śmierci. Książę Władysław usankcjonował nadanie, wymieniając m.in. prawo rybołówstwa i bobrownictwa na Warcie i Nerze oraz zwolnienie od rozmaitych ciężarów na rzecz państwa, czym potwierdził nadania dla Dobrowa swych przodków – Mieszka Starego, Władysława Laskonogiego i Odona poznańskiego.
Uzupełnieniem tego dokumentu jest przywilej księcia Kazimierza I kujawskiego z 25 maja 1252 roku. Powstał on z okazji przejścia Sulejowa pod panowanie tegoż księcia i potwierdzał nadanie na rzecz opactwa. Celem fundacji było prowadzenie misji wśród Prusów. Jej wykonanie leżało w gestii biskupa, ale w oparciu o wpływy z fundacji, co mieli zapewniać cystersi.
Fundacją dobrowską mnisi z Sulejowa zawiadywali do roku 1285, kiedy to przejęli ją cystersi z Byszewa, przeniesieni ze Szpetala nękanego najazdami Prusów. W ich rękach zespół dóbr pozostawał tylko trzy lata. Już w roku 1288, za namową księcia Przemysła inowrocławskiego, nastąpiła wymiana całości fundacji na dziesięciny z szesnastu wsi w kasztelanii nakielskiej. Nie jest jasne, jaka była przyczyna wymiany, która musiała przynieść klasztorowi znaczne straty. Przypuszczalnie cystersi byszewscy obawiali się sporu z potężnym opactwem sulejowskim (odchodząc ze Szpetala zrezygnowali z pełnienia funkcji misyjnej w Prusach, a tym samym tracili formalnie prawo do korzystania z fundacji). Zamiana taka miała zatrzeć wszelkie powiązania klasztoru z Dobrowszczyzną.
Teraz fundacja – nie będąc już w rzeczy samej fundacją – znalazła się w posiadaniu arcybiskupa gnieźnieńskiego Jakuba Świnki. Jednak i on nie cieszył się długo nabytkiem, a obawy cystersów z Byszewa sprawdziły się całkowicie. Oto rycerz Sławęta z Janiszewa, mieniący się być potomkiem najbliższych krewnych arcybiskupa-fundatora i patronem kościoła w Dobrowie, powołując się na prawo bliższości zgłosił swe pretensje do posiadłości. Sądzić wypada, że przemożny ród Leszczyców – do którego Sławęta najprawdopodobniej należał – cały czas sprawował z dala nadzór nad wypełnianiem warunków fundacyjnych ustalonych przez Bogumiła. Że pretensje Sławęty nie były bezpodstawne świadczy fakt, że abp Świnka zrzekł się częściowo Dobrowa (aż do rzeki Warty) i Szadowa oraz dziesięcin z pięciu wsi. W zamian Sławęta zobowiązywał się nie niepokoić więcej arcybiskupa i zrzekał się pretensji do reszty własności. Układ ten zatwierdził wiosną roku 1299 książę kujawski Władysław.

## Wątpliwości i próby wyjaśnienia zagadki

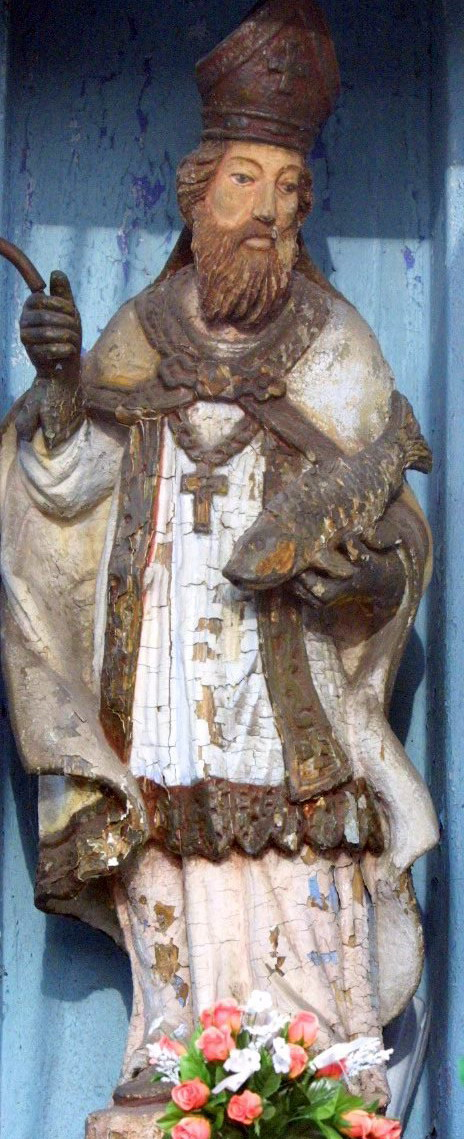
Bł. Bogumił, kapliczka w Koźminie

Wątpliwości dotyczą przede wszystkim osoby fundatora, tj. arcybiskupa Bogumiła, a przez długi czas za kontrowersyjną uchodziła także autentyczność znanego jedynie z XIV-wiecznej kopii dokumentu z 1232.
Jeśli chodzi o arcybiskupa Bogumiła, to według tradycji miał zostać arcybiskupem gnieźnieńskim ok. 1167, ale po kilku latach zrezygnował i zmarł jako pustelnik w 1182. Chronologia ta nie jest jednak poparta przez żadne źródła współczesne. Tymczasem Rocznik świętokrzyski dawny podaje: „1092 – Bogumylus archiepiscopus obiit” („1092 – Zmarł arcybiskup Bogumił”), co zdawało się wskazywać, że Bogumił żył w wieku XI a nie XII. Rękopis z XII wieku nie pozwala wątpić w autentyczność zapisu, ale też brak jakiegokolwiek jego potwierdzenia. Natomiast wywód Długosza, podającego wprawdzie dokładną datę śmierci (19 sierpnia 1092 roku), ale zmieniającego imię arcybiskupa na Petrus, zdaniem starszych badaczy nie może posiadać wagi dokumentu; obecnie przypuszcza się, że imię Piotr mogło być chrześcijańskim imieniem Bogumiła przechowanym do czasów Długosza przez obecnie nieznane źródło, jednak taki hierarcha kościelny mógł żyć zarówno pod koniec XI wieku, jak i pod koniec następnego stulecia. Jeżeli jednak abp Bogumił wspomniany w dokumencie z 1232 żył i działał w XI wieku, nie mógł być fundatorem Dobrowszyzny. Wynika to w sposób oczywisty z faktu, że pierwsi cystersi przybyli do Polski w latach 1140-1150. Część badaczy twierdzi, że prawo bliższości w sprawie Sławęty z Janiszewa (co zostało uznane zarówno przez arcybiskupa Jakuba Świnkę, jak i księcia Władysława Łokietka) zdaje się świadczyć za Bogumiłem, XII-wiecznym fundatorem. Wskazują także na dokument z roku 1299 dowodzący, że Dobrowo było dziedziczną własnością Bogumiła Leszczyca, nie zaś archidiecezji.
Tadeusz Wojciechowski, podtrzymujący wersję Bogumiła XI-wiecznego przypuszczał, że część narracyjna dokumentu Odonica z roku 1232 zawiera – obok danych wiarygodnych i sprawdzalnych – wiadomości zmyślone, albo raczej bezwiednie nieprawdziwe. Zakładając, że Bogumił żył w XI wieku, przeprowadza Wojciechowski rozbiór zawartych w dokumencie Odonica faktów historycznych, a to:
1. że Bogumił był arcybiskupem,
2. że na dwanaście lat przed śmiercią ustąpił z urzędu skutkiem prześladowań,
3. że po ustąpieniu był pustelnikiem w eremie kamedulskim[8].

Odnośnie do punktu pierwszego polemizujący z Wojciechowskim autorzy wyjaśniają:
arcybiskupstwo zostało potwierdzone przez datę zgonu (1092);
odnośnie do punktu drugiego:
da się wykazać, że w latach 1080-1090, a więc w ostatniej dekadzie życia XI-wiecznego Bogumiła, na katedrze gnieźnieńskiej zasiadał inny arcypasterz imieniem Henryk, podczas gdy w wieku XII nie ma śladu równoległego życia rezygnata i funkcjonariusza;
i wreszcie odnośnie do punktu trzeciego:
o rzekomych „kamedułach”, a w rzeczywistości eremitach wiadomo, że istnieli w Polsce w XI wieku (posiadali nawet swój klasztor w Kazimierzu odległym o 10 kilometrów od Dobrowa), natomiast w wieku XII nie było ich już na terenie Polski. Z czego wynika, że Bogumił nie mógł być eremitą w latach dziewięćdziesiątych XII wieku.
Dodając, że o XI-wiecznym pochodzeniu legendy o św. Bogumile świadczy charakter przypisywanych mu cudów, obstawał Wojciechowski przy swojej wersji żywota arcybiskupa, zaś fundację przypisywał przodkom Władysława Odonica: „omnes libertates a predecessonibus meis solemnis memoriae ducibus Poloniae, Mescone avo meo, Vladislao patruo meo, ac Odone, patre meo, supradictae ecclesie de Dobrowo, possessionibus eius et incolis earum collatas, renovo et confirmo” (Wszystkie wolności, jakie przodkowie moi, godni pamięci książęta polscy – Mieszko, mój dziad, Władysław, mój wuj i Odon, mój ojciec, nadali kościołowi w Dobrowie, w tym wszystkie jego posiadłości wraz z mieszkańcami, niniejszym odnawiam i potwierdzam) (akt z roku 1232).
Stanisław Kozierowski śladem Władysława Semkowicza utożsamiał Bogumiła z Petrusem (Piotrem) według klucza – imię rodowe Bogumił, zakonne Piotr – który miałby działać w latach 1187-1199, być przyjacielem Wincentego Kadłubka i dobrodziejem cystersów z Łękna i Lędu. Twierdził, że kościółek (nie klasztor czy erem) ufundowali przodkowie Odonica, zaś fundacja (tj. dobra i dziesięciny na rzecz misji w Prusach) była dziełem Bogumiła Piotra. O tożsamości obu postaci miałaby również świadczyć podobna bogumiłowej hojność arcybiskupa Piotra dla konwentu łęknańskiego, a także niezrozumiały – zważywszy na zasługi – brak u potomnych pamięci o postaci tak świątobliwej i hojnej, jaką musiał być XI-wieczny Petrus. Ponadto Leszczyce – tak twierdzili Paprocki, Bielski i Okolski – mieli w swej tradycji rodowej arcybiskupa imieniem Piotr, o którym później pamięć się zatarła. W tej sprawie nie ma wątpliwości tradycja kościelna, gdzie arcybiskup występuje jako Bogumił Piotr.
Pośrednim argumentem na rzecz teorii Bogumiła-Piotra był fakt, że imię Bogumiła pojawia się także w XIV-wiecznej interpolacji innego dokumentu datowanego na rok 1234, który w oryginale zawierał imię arcybiskupa Wincentego z Niałka (1220–32). Ten fakt skłonił Henryka Łowmiańskiego do wysunięcia przypuszczenia, że właśnie w XIV wieku w dokumencie z 29 czerwca 1232 imię Bogumiła zostało tendencyjnie wpisane w miejsce imienia Piotra. Teza ta jednak nie utrzymała się. Wszelkie wątpliwości co do autentyczności przywileju Władysława Odonica rozstrzygnęło ujawnienie faktu odnalezienia oryginału tego dokumentu o treści zgodnej ze znanymi kopiami.
Mimo wyjaśnienia wątpliwości co do aktu z roku 1232 postać arcybiskupa Bogumiła nadal pozostaje tajemnicza, choć i tu doszło do zawężenia zakresu rozważań. Odrzuca się definitywnie hipotezę Wojciechowskiego, nie ma bowiem dowodów na to, że zmarły w 1092 roku abp Bogumił (będący skądinąd prawdopodobnie postacią autentyczną) rzeczywiście musiał ustąpić z urzędu na rzecz Henryka, a w szczególności nie ma podstaw, by uznawać narrację dokumentu z 1232 za niewiarygodną i identyfikować wymienionego tam Bogumiła z jego XI-wiecznym imiennikiem W świetle najnowszych badań co najmniej wątpliwa jest też hipoteza o Bogumile-Piotrze. Dokumenty dotyczące reformy klasztoru na wrocławskim Ołbinie wskazują bowiem, że arcybiskup Piotr pochodził z rodu Łabędziów, co trudno pogodzić z niemal pewną przynależnością Bogumiła do rodu Leszczyców. Obecnie największą popularnością cieszy się pogląd, że Bogumił od fundacji dobrowskiej zasiadał na stolicy arcybiskupiej w Gnieźnie w latach 80. XII wieku, jako poprzednik arcybiskupa Piotra z rodu Łabędziów.

## Podsumowanie i wnioski
Nie jest znana dokładna data założenia fundacji dobrowskiej. Ani dokument z roku 1232, ani późniejsze jej nie podają. Jeżeli ostatnie wnioski dotyczące osoby Bogumiła są poprawne, musiało do niej dojść w latach osiemdziesiątych XII wieku. Wydaje się, że fundacja miała na celu kontynuację misji pruskiej. Właśnie w tym celu możnowładca kujawski Bogusza Miecławic z rodu Doliwów założył na prawym brzegu Wisły, naprzeciw Włocławka, misję cysterską Hospitale sancti Gothardi (późniejszy Szpetal), ale skończyło się to niepowodzeniem. Zagony pruskie w tych czasach często przekraczały Wisłę i docierały do serca Mazowsza i Kujaw. Sam Szpetal był dwukrotnie (w latach 1242 i 1243) obracany w perzynę, a część mnichów została wymordowana.
Misja pruska zapoczątkowana została przez św. Wojciecha w roku 997. Później, w XI i XII wieku, prowadzona była przez episkopat polski nieudolnie, bez zaangażowania. Ponownie podjęli ją cystersi z Łękna w roku 1204, po listach papieża Innocentego III wzywających episkopat polski oraz księcia Władysława Odonica do udzielenia poparcia cystersom. Jeśli przyjąć ustaloną powyżej datację, nasuwa się wniosek, że albo fundacja nie miała w założeniu nic wspólnego z misją w Prusach (czemu jednak przeczą dokumenty z lat 1232 i 1252), albo że misja pruska prowadzona była przez mnichów z Łękna już w końcu XII wieku pod patronatem arcybiskupa Bogumiła niezależnie od dyrektyw papieskich.
Kiedy nastąpiło przekazanie Dobrowszczyzny Chrystianowi, nie wiadomo. Akt Odonica wspomina tylko, że stało się to po śmierci Bogufała i że Chrystian dzierżył Dobrów jeszcze nim został biskupem, a więc z całą pewnością przed rokiem 1215.
Misja pruska nie przyniosła Chrystianowi sukcesów. Pojawienie się (po roku 1226) silnego konkurenta w postaci zakonu krzyżackiego spowodowało rychłe zaniechanie misji i tym samym klucz dobrowski ponownie znalazł się w gestii kapituły generalnej cystersów. Gdy kapituła generalna dozwoliła (albo raczej nakazała) biskupowi Chrystianowi – na skutek zabiegów opata Willerma – zrezygnować z Dobrowa na rzecz konwentu sulejowskiego, uczyniła to nie w celu powiększenia i tak rozległych dóbr Sulejowa pro voluntate generalis capituli possidendam (dla rozporządzenia według woli kapituły generalnej), lecz dla stworzenia podwalin pod nowy klasztor mający kontynuować misję w Prusach. Tym tłumaczyłby się brak Dobrowa w znanych spisach majątków sulejowskich.
Nowe założenie klasztorne doszło do skutku w roku 1285 drogą kombinacji, poprzez przyłączenie Dobrowa do konwentu byszewskiego (później koronowskiego) jako rekompensaty za karne przeniesienie do tego klasztoru części mnichów z Sulejowa. Ponieważ Dobrowszczyzna stała się głównym uposażeniem ubogiego klasztoru, twierdzili zakonnicy byszewsko-koronowscy, że Bogumił był ich fundatorem. W rzeczywistości byszewianie chcieli się kłopotliwego nadania jak najszybciej pozbyć, co udało im się już po trzech latach.
Aktem końcowym, zamykającym sprawę Dobrowszczyzny, był wzmiankowany powyżej dokument sygnowany przez Władysława Łokietka z roku 1299 zatwierdzający podział dóbr pomiędzy Sławętę z Janiszewa i biskupa Świnkę reprezentującego przed sądem książęcym metropolię gnieźnieńską.
Fundacja dobrowska, niezależnie od osoby jej założyciela, stanowiła poważną pozycję wśród dotacji na rzecz klasztorów cysterskich w Wielkopolsce i to zarówno w okresie początkowym – jako baza dla misji pruskiej – jak i później, gdy stała się częścią składową dóbr sulejowskich i podstawą majątkową klasztoru w Byszewie-Koronowie. Jej upadek i powrót dóbr w ręce prywatne praktycznie zamyka związek dóbr dobrowskich z misją szerzenia chrześcijaństwa wśród Prusów. Ich miejsce zająć miał Zakon Krzyżacki.

## Fundacja dobrowska w kulturze
Nie naukową, a literacką próbą wyjaśnienia zagadki fundacji dobrowskiej i arcybiskupa Bogumiła jest wersja Jadwigi Żylińskiej przedstawiona w powieści „Złota włócznia”.